# Hiroshi Nakatsuji
Hiroshi Nakatsuji (jap. 中辻 博, Nakatsuji Hiroshi; * 21. November 1943 in der Präfektur Osaka) ist ein japanischer theoretischer Chemiker (Quantenchemie).
Nakatsuji studierte in Kyoto und war dort Schüler von Teijirō Yonezawa (1923–2008), der wiederum Schüler von Ken’ichi Fukui war. Er ist Direktor des Forschungsinstituts für Quantenchemie in Kyoto.
Er entwickelte in den 2000er Jahren eine allgemeine Methode zur Lösung der Schrödingergleichung und Diracgleichung für Atome und Moleküle (das heißt mit Coulomb-Wechselwirkung). Es handelt sich um eine analytische Methode; sie beinhaltet eine iterative Komplementbildung für die Wellenfunktionen (Iterative Complement Interaction (ICI) Methode oder Free Complement (FC) Methode) und Variationsverfahren. Um die Singularität des Coulombpotentials zu behandeln führte er die inverse und skalierte Schrödingergleichung ein, beide äquivalent zur ursprünglichen Schrödingergleichung aber ohne Singularitätsproblem.
Von ihm stammt auch die SAC-CI Theorie für angeregte und ionisierte Zustände von Molekülen (1978, mit K. Hirao)  und das Dipped Adcluster Model (DAM, 1987) für Wechselwirkung von Oberflächen mit Molekülen (Chemisorption, Katalyse), eine Theorie der direkten Bestimmung der Dichtematrix (1976) und eine Theorie der Kräfte zwischen Molekülen aus der molekularen Geometrie (unter Verwendung des Feynman-Hellmann-Theorems, 1973). Außerdem entwickelte er eine Theorie der Chemischen Verschiebung in der NMR einschließlich relativistischer Effekte bei schweren Atomen.
2016 erhielt er als Erster die Schrödinger Medal. Er ist Mitglied der International Academy of Quantum Molecular Science. 1991 erhielt er den Preis für Physikalische Chemie der japanischen chemischen Gesellschaft und 2004 den Preis der japanischen chemischen Gesellschaft. 2009 erhielt er die Fukui Medaille und 2011 die Senior CMOA Medal.

## Schriften
Zu seiner allgemeinen analytischen Methode für die Schrödingergleichung von Atomen und Molekülen:
- Structure of the Exact Wave Function, Teil 1, J. Chem. Phys., Band 113, 2000, S. 2349–2956, Teil 2 (Iterative Configuration Interaction Method) mit Ernest Davidson, Band 115, 2001, S. 2000–2006, Teil 3 (Exponential Ansatz), Band 115, 2001, S. 2465–2475, Teil 4 (Excited States from Exponential Ansatz and Comparative Calculations by the Iterative Configuration Interaction and Extended Coupled Cluster Theories), Band 116, 2002, S. 1811–1824, Teil 5 (Iterative Configuration Interaction Method for Molecular Systems within Finite Basis) mit M. Ehara, Band 117, 2002, S. 9–12
- Inverse Schrödinger Equation and the Exact Wave Function, Rev. A 65, 052122 (2002).
- Scaled Schrödinger Equation and the Exact Wave Function, Phys. Rev. Lett. 93, 030403 (2004).
- General Method of Solving the Schrödinger Equation of Atoms and Molecules, Phys. Rev. A, 72, 062110 (2005).
- mit Y. Kurokawa, H. Nakashima: Free ICI (Iterative Complements Interaction) Calculations of Hydrogen Molecule, Phys. Rev. A, 72, 062502 (2005).
- mit H. Nakashima: Analytically Solving the Dirac-Coulomb Equation for Atoms and Molecules, Phys. Rev. Lett., 95, 050407 (2005).
- mit H. Nakashima: Solving the Schrödinger Equation for Helium Atom and Its Isoelectronic Ions with the Free Iterative Complement Interaction (ICI) Method, J. Chem. Phys. 127, 224104 (2007).
- mit H. Nakashima, Y. Kurokawa, A. Ishikawa: Solving the Schrödinger Equation of Atoms and Molecules without Analytical Integration Based on the Free Iterative-Complement-Interaction Wave Function, Phys. Rev. Lett, 99, 240402 (2007).
- Discovery of a General Method of Solving the Schrödinger and Dirac Equations That Opens a Way to Accurately Predictive Quantum Chemistry, Acc. Chem. Res., Band 45, 2012, S. 1480–1490